# Provincia di Uttaradit
La provincia di Uttaradit (in thailandese จังหวัดอุตรดิตถ์, Changwat Uttaradit) è in Thailandia e fa parte del gruppo regionale della Thailandia del Nord. Si estende per 7.838 km² e a tutto il 2020 aveva 448 745 abitanti. Il capoluogo è il distretto di Mueang Uttaradit, dove si trova la città principale Uttaradit.

## Geografia antropica

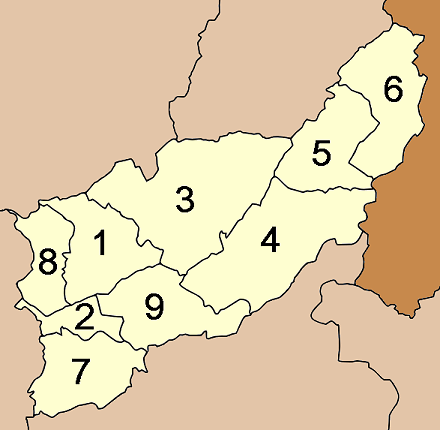
Mappa degli amphoe

La provincia è suddivisa in 9 distretti (amphoe). Questi a loro volta sono suddivisi in 67 sottodistretti (tambon) e 562 villaggi (muban).
| 1. Mueang Uttaradit 2. Tron 3. Tha Pla 4. Nam Pat 5. Fak Tha 6. Ban Khok 7. Phichai 8. Laplae 9. Thong Saen Khan |

### Amministrazioni comunali
A tutto il 2020, non vi era in provincia alcun comune con lo status di città maggiore (thesaban nakhon). L'unico comune che rientrava tra le città minori (thesaban mueang) era Uttaradit, che aveva 31 218 residenti. Erano inoltre presenti 25 municipalità di sottodistretto (thesaban tambon), tra le più popolose delle quali vi erano Tha Sao (con 14 691 residenti) e Thung Yang (9 807). Nell'aprile 2020, le aree che non ricadevano sotto la giurisdizione delle amministrazioni comunali erano governate da un totale di 53 "Organizzazioni per l'amministrazione del sottodistretto" (ongkan borihan suan tambon).